# Anthaxia millefolii
Anthaxia millefolii é uma espécie de insetos coleópteros polífagos pertencente à família Buprestidae.
Essa espécie está presente em múltiplos países da Europa e norte da África, com maiores observações na França e Itália.

## Descrição
Uma característica muito fácil de observar e que separa esta espécie das similares reside na largura das epipleuras élitrais: relativamente estreitas nos A. millefolii, enquanto são mais largas em A. umbellatarum e nos A. cichorii.
Possui uma superfície inferior marrom escura e carapaça cobre esverdeado.

Pode ser observado um dimorfismo sexual na coloração:

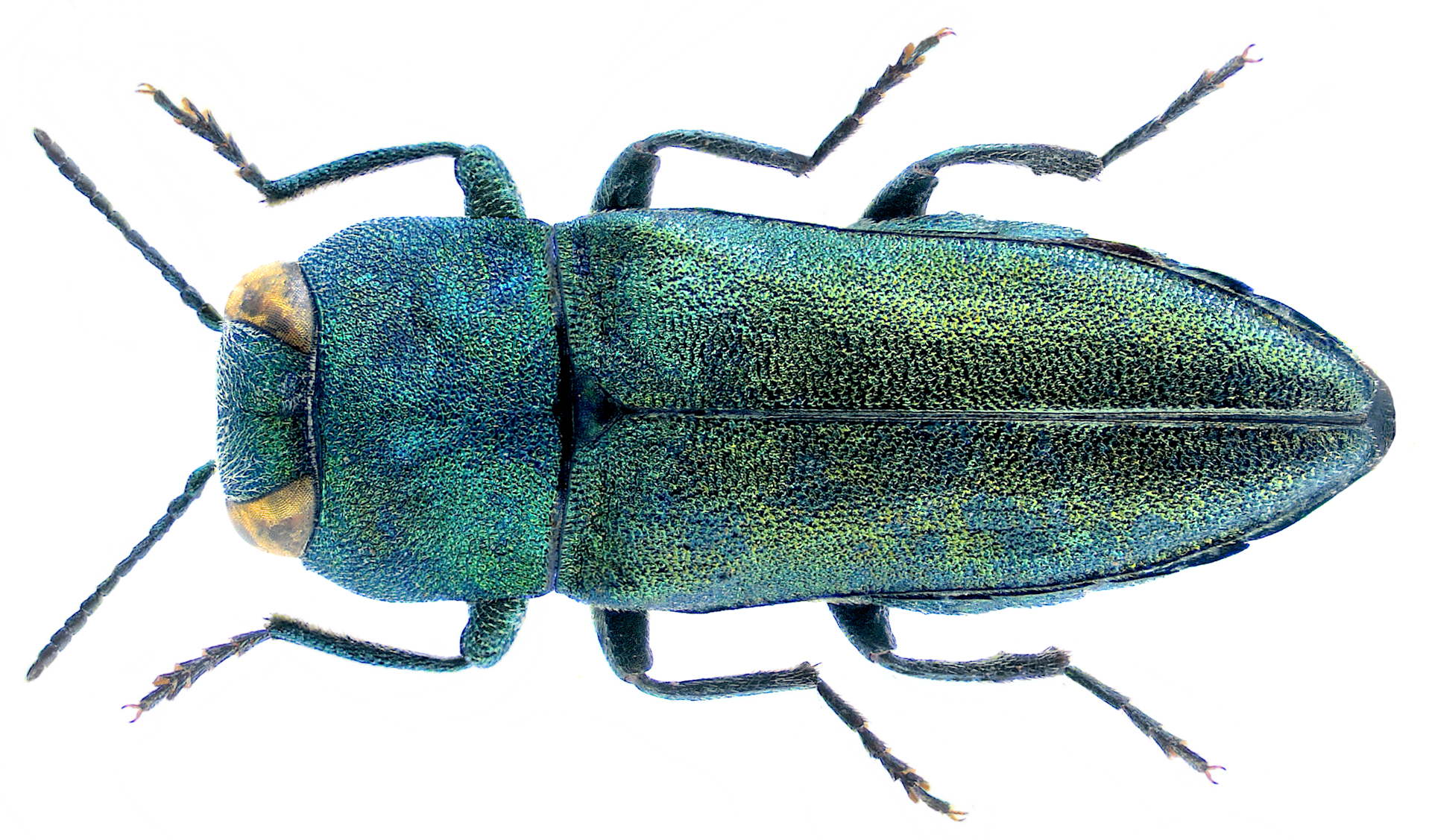
Exemplar macho do besouro Anthaxia millefolii
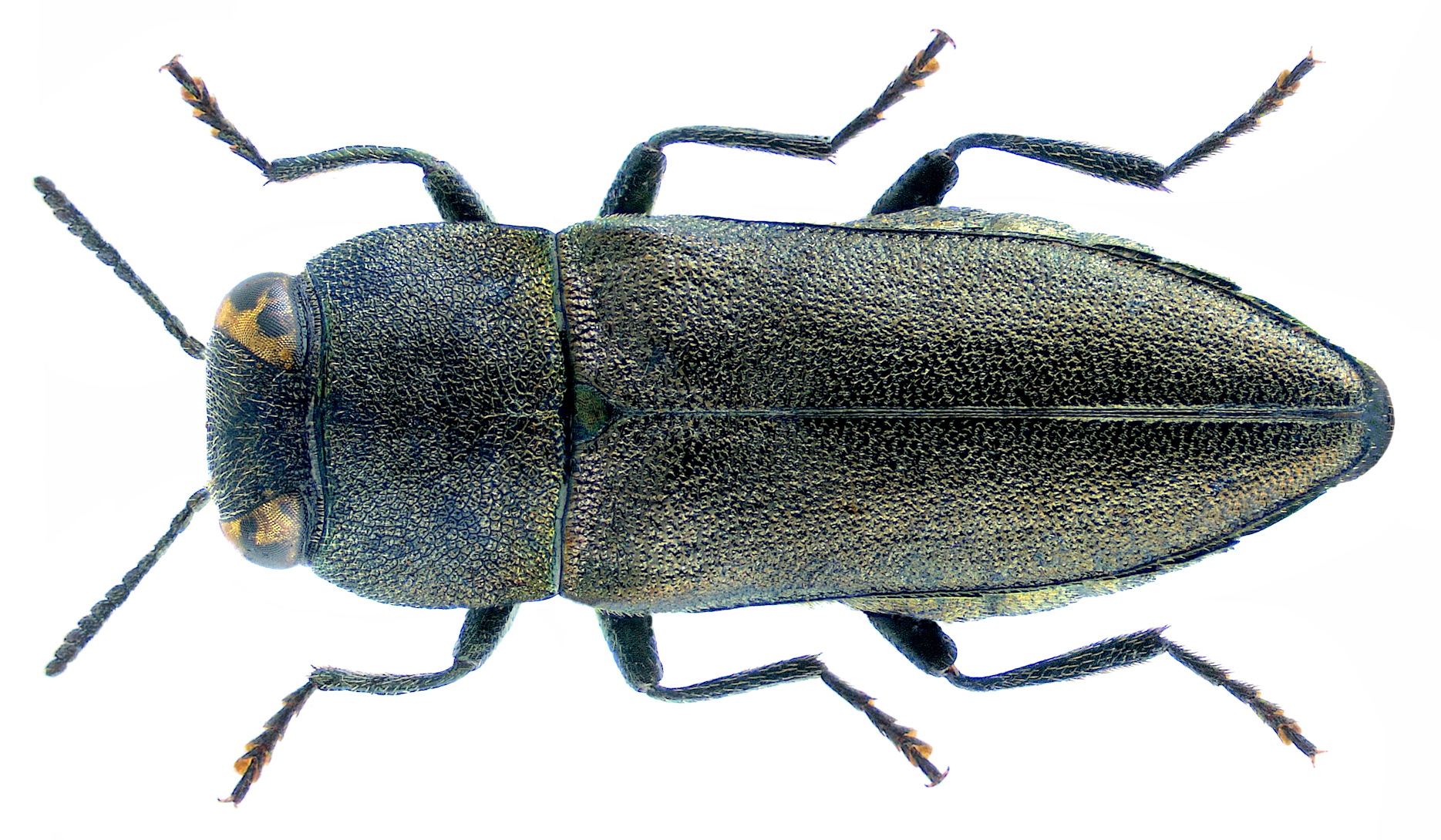
Exemplar fêmea do besouro Anthaxia millefolii

## Taxonomia
A autoridade científica da espécie é Fabricius, tendo sido descrita no ano de 1801.
São reconhecidas 5 subespécies:
- Anthaxia millefolii subsp. millefolii (Fabricius, 1801)
- Anthaxia millefolii subsp. polychloros Abeille de Perrin, 1894
- Anthaxia millefolii subsp. scutellata Obenberger, 1914
- Anthaxia millefolii subsp. smaragdifrons Marseul, 1865